# نوكيا 6103

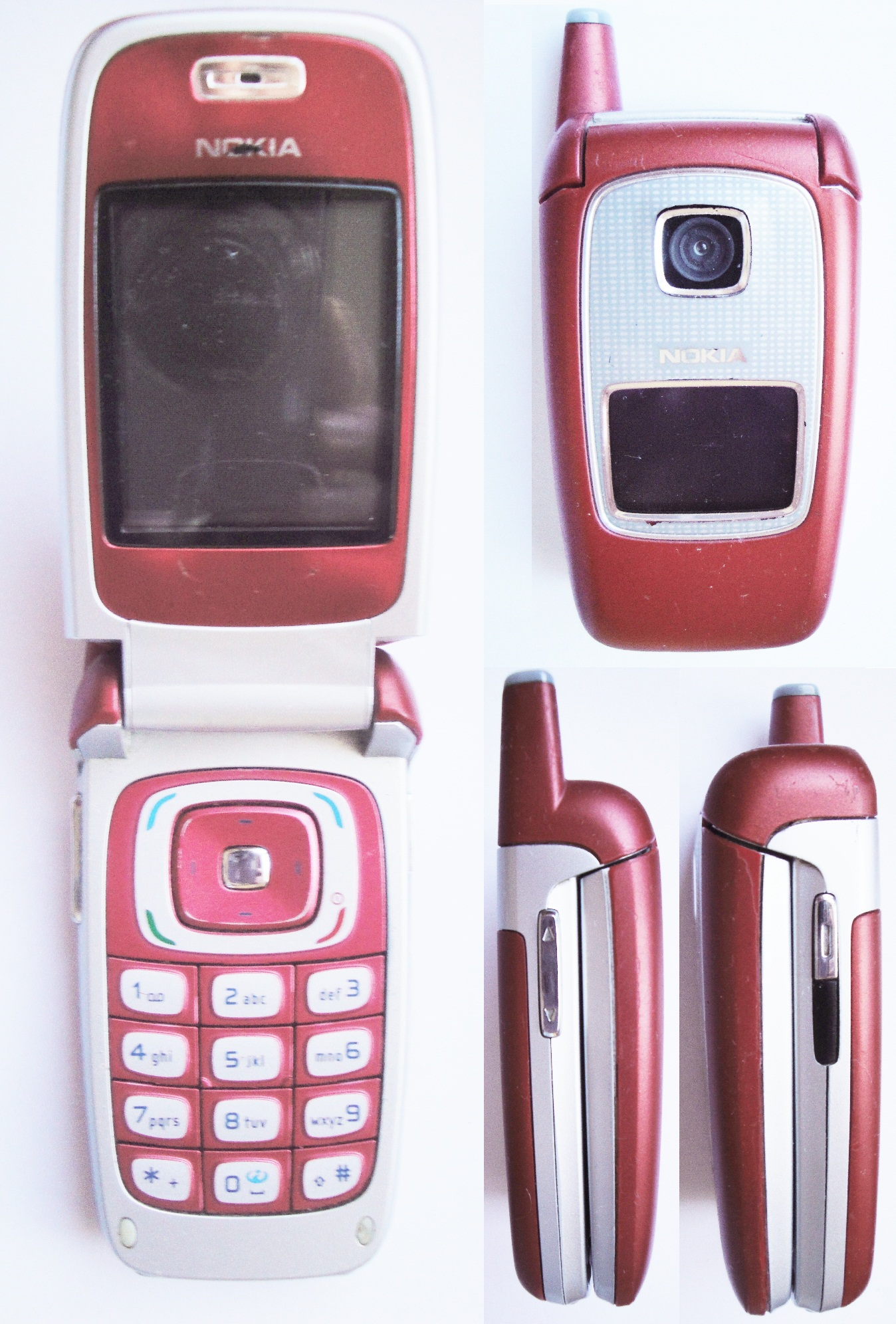
Nokia 6103

نوكيا 6103 هو أحد أجهزة نوكيا، شركة الهواتف والتقنية النقالة. يأتي هذا الجهاز مع شاشة نوعها 128 * 160 16-بت (65,536) لون. تم إصدار هذا الجهاز في 2006. أما بالنسبة لوضعية إنتاجه الحالية فلا يزال يُنتج. تقنيته/تردده هي النظام العالمي للإتصالات المتنقلة. جيل الجهاز هو DCT4. عامل الشكل (التصميم) للجهاز هو «صدفة المحار». الجهاز يحتوي على كامير نوعها: VGA.